# Muscle extenseur du petit doigt
Le muscle extenseur du petit doigt (ou muscle extenseur propre du petit doigt) est un muscle de l'avant-bras. Il est situé dans la partie superficielle de la loge antébrachiale postérieure.

## Origine
Le muscle extenseur du petit doigt se fixe par l'intermédiaire du tendon commun des extenseurs sur la face postérieure de l'épicondyle latéral de l'humérus. Il se fixe également sur la face profonde du fascia antébrachial et sur les septums qui le séparent des muscles voisins 

## Trajet
Le muscle extenseur du petit doigt se dirige vers le bas et en dedans, entre le muscle extenseur ulnaire du carpe en dedans et le muscle extenseur des doigts en dehors.

## Insertion

Terminaison du muscle extenseur

Le muscle extenseur du petit doigt se termine par un tendon qui passe sous le rétinaculum des muscles extenseurs, en arrière de l'articulation radio-ulnaire distale, puis se divise en deux en traversant le dos de la main et rejoint le tendon du muscle extenseur des doigts de la main destiné à l'auriculaire. Par son intermédiaire il s'insère sur les faces postérieures des bases des phalanges moyenne et distale de l'auriculaire.

## Innervation
Le muscle extenseur du petit doigt est innervé par le nerf du muscle extenseur du petit doigt issu du rameau profond du nerf radial.

## Action
Le muscle extenseur du petit doigt est extenseur de la première phalange de l'auriculaire sur le métacarpe et légèrement extenseur des articulations inter-phalangiennes de l'auriculaire.

## Galerie

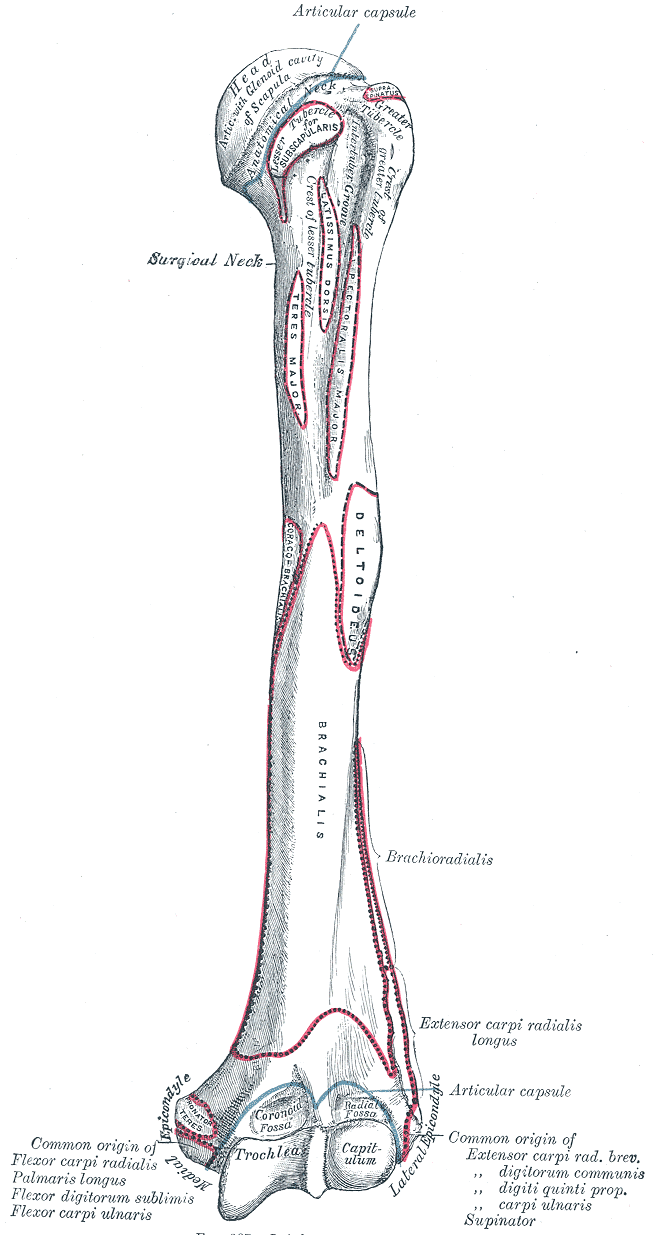
Origine humérale du muscle extenseur du petit doigt (Extensor digiti quinti prop.)
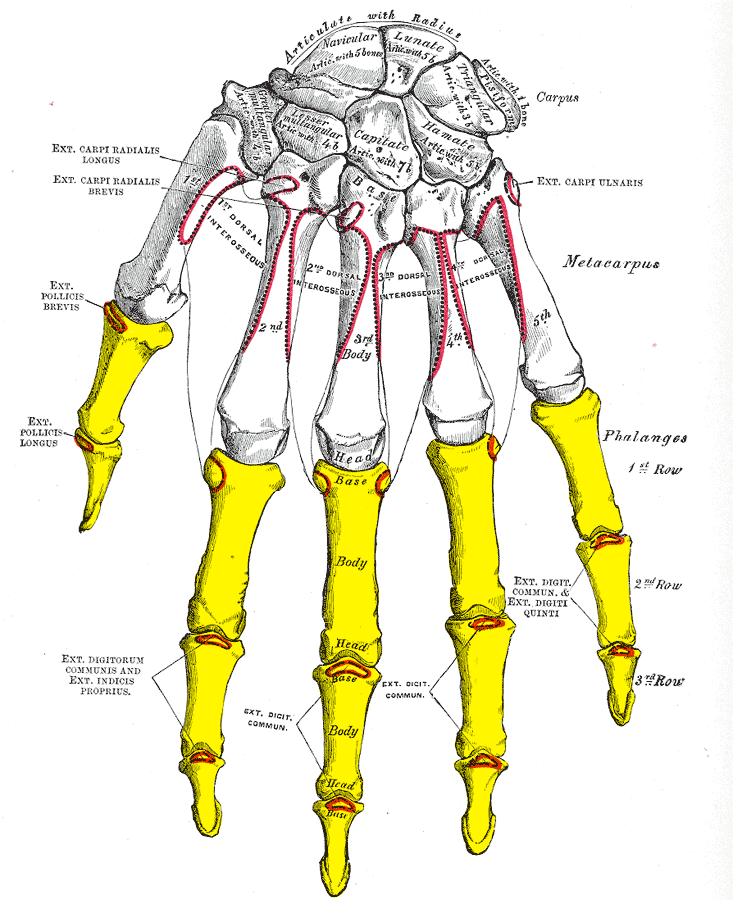
Insertion sur les phalanges moyenne et distales de l'auriculaire du muscle extenseur du petit doigt (Ext. digit. quinti).